# Kick-Ass 2 (videogioco)
Kick-Ass 2 (Kick-Ass 2: The Game) è un videogioco basato sul film Kick-Ass 2. È il seguito del gioco Kick-Ass ed è stato sviluppato da Freedom Factory Studios e prodotto da UIG Entertainment. È stato reso disponibile per Microsoft Windows, PlayStation 3, e Xbox 360.

## Trama
Il gioco è ambientato a New York e segue una trama simile a quella del film omonimo. Tre-quattro anni dopo la morte di Damon McCready, Dave Lizewski inizia ad annoiarsi della vita normale a cui è tornato dopo aver abbandonato l'identità di Kick-Ass e così ricomincia ad allenarsi con la figlia di Damon, Mindy ovvero Hit-Girl. Nel mentre il figlio del boss criminale Frank D'Amico, Chris D'Amico uccide per errore sua madre dando la colpa a Dave dell'accaduto e giurando di vendicarsi. Conia la sua nuova identità criminale, The Motherfucker, e fonda un team chiamato "The Toxic Mega-Cunts" arruolando altri criminali come The Tumor, Genghis Carnage, Black Death e Mother Russia, e pianifica di prendere possesso di New York. Kick-Ass trova aiuto nel team di vigilanti "Justice Forever" per fermare il suo nemico.

## Modalità di gioco
All'inizio la modalità di gioco è per lo più addestramento per poi passare alla lotta contro i nemici simili a quelli che si sono visti nel film. Ci sono 5 boss in totale attraverso tutti i livelli. Il gioco offre un'ampia varietà di armi e un gran numero di combo che il giocatore può usare contro i nemici.

## Doppiaggio
- Dave Lizewski: Yuri Lowenthal
- Mindy McCready: Chloe Grace Moretz
- Chris D'Amico: Matthew Mercer
- The Tumor: Andrew Kishino
- Genghis Carnage: Eric Bauza
- Black Death: Gary Anthony Williams
- Mother Russia: Zelda Williams

## Pubblicazione
Il gioco è stato inizialmente distribuito in Europa per Windows il 16 maggio 2014 e per PlayStation 3 e Xbox 360 il 1º agosto seguente. In Nord America è uscita la versione per Windows il 15 agosto 2014 mentre in Australasia quella per PlayStation 3 è uscita il 17 settembre successivo.